# Kingdom of Welcome Addiction
Kingdom of Welcome Addiction è il terzo album in studio del musicista britannico IAMX, pubblicato il 19 maggio 2009 dalla 61seconds.

## Tracce
Testi e musiche di Chris Corner, eccetto dove indicato.
1. Nature of Inviting – 4:16
2. Kingdom of Welcome Addiction – 4:35
3. Tear Garden – 4:56
4. My Secret Friend (feat. Imogen Heap) – 4:06 (testo: Chris Corner, Imogen Heap)
5. An I for an I – 3:56
6. I Am Terrified – 4:58
7. Think of England – 3:41
8. The Stupid, the Proud – 4:28
9. You Can Be Happy – 4:42
10. The Great Shipwreck of Life – 4:17
11. Running – 4:35

## Formazione
Hanno partecipato alle registrazioni, secondo le note di copertina:
- Chris Corner – voce, strumentazione, produzione, missaggio, mastering
- The Unfall Orchestra – orchestrazione (tracce 1, 2, 5, 7, 8, 10 e 11)
- Janine Gezang – voce (tracce 2, 3, 6, 7 e 9)
- Anne De Wolff – violino e viola (tracce 3 e 6)
- Imogen Heap – voce (traccia 4)
- Anne Marie Kirby – violino (traccia 9)